# Polygala latistyla
Polygala latistyla är en jungfrulinsväxtart som beskrevs av C.A. Pendry. Polygala latistyla ingår i släktet jungfrulinssläktet, och familjen jungfrulinsväxter. Inga underarter finns listade i Catalogue of Life.